# Xô viết Tối cao Nga
Xô viết Tối cao Nga (tiếng Nga: Верховный Совет РСФСР, đã Latinh hoá: Verkhovny Sovet RSFSR) hoặc Xô viết tối cao Nga Xô viết (tiếng Nga: Верховный Совет Российской Федерации, Verkhovny Sovet Rossiyskoy Federatsii) là tổ chức chính phủ tối cao của Nga Xô viết năm 1938–1990; vào năm 1990, đây là một quốc hội thường trực, được bầu bởi Đại hội Đại biểu Nhân dân Liên bang Nga).
Xô viết Tối cao Nga được thành lập với cấu trúc tương tự như Xô viết Tối cao Liên Xô năm 1938, thay vì Ủy ban Chấp hành Trung ương toàn Nga (VTsIK) là cơ quan quyền lực cao nhất của Nga.
Vào những năm 1940, Đoàn chủ tịch Xô viết tối cao và Hội đồng Bộ trưởng Nga Xô viết được đặt tại biệt thự cũ của bá tước Osterman (str Delegatskaya, 3), mà sau đó vào năm 1991 được trao cho một bảo tàng. Các phiên họp được tổ chức tại Cung điện Kremlin. Năm 1981, Xô Viết tối cao đã được chuyển đến một tòa nhà được xây dựng đặc biệt trên bờ kè Krasnopresnenskaya, Nhà của Liên Xô.
Xô viết tối cao đã bị bãi bỏ vào tháng 10 năm 1993 (sau sự kiện khủng hoảng hiến pháp năm 1993 của Nga) và được thay thế bởi Quốc hội Liên bang Nga (bao gồm Hội đồng Liên bang Nga và Duma Quốc gia), có quyền lực yếu hơn Xô viết tối cao.

## Cấu trúc
Xô viết tối cao Nga được thành lập năm 1938 theo mô hình cấu trúc Xô viết tối cao của Liên Xô, theo lệnh của Ban Chấp hành Trung ương Đảng Cộng sản Liên Xô, là cơ quan quản lý cao nhất ở Nga. Ngược lại, trái ngược với các nước cộng hòa còn lại là một phần của Liên Xô, cho đến năm 1990, Nga không có Đảng Cộng sản và do đó không có Tổng bí thư của Đảng, điều quan trọng trong cấu hình của Đảng Nhà nước cụ thể của Liên Xô.
Liên Xô gồm có hai cơ quan: Hội đồng Bộ trưởng và Đoàn chủ tịch, có chức năng lãnh đạo Liên Xô và gồm một nhóm đại biểu được bầu trong số những người khác. Đổi lại, trong số các thành viên của Đoàn chủ tịch, một người được bầu làm Tổng thống, khiến ông trở thành lãnh đạo của Nga Xô viết, mặc dù ông chỉ có quyền hạn danh nghĩa cho đến năm 1990. Cả hai tổng thống, trong mọi trường hợp, đã bị chiếm đóng bởi những người khác nhau.
Liên Xô tối cao đã không còn tồn tại vào năm 1993, sau cuộc khủng hoảng hiến pháp Nga năm đó và sự sụp đổ của Liên Xô, và được thay thế bởi Hội đồng Liên bang Nga, với quyền lực ít hơn so với tiền lệ.